# TGV Atlantique
TGV Atlantique (TGV-A) — серія французьких високошвидкісних електропоїздів 2-го покоління. На відміну від високошвидкісних електропоїздів першого покоління (TGV Sud-Est), електропоїзди TGV-A відрізняються перш за все вищою вихідною потужністю (8800 кВт проти 6400 кВт), застосуванням синхронних тягових електродвигунів і покращеним профілем моторних вагонів. Крім цього їх відрізняє характерне сріблясте розфарбування і підвищена довжина поїздів (число проміжних вагонів збільшено з 8 до 10).
В 1990 році один з електропоїздів цієї серії встановив рекорд для колійних поїздів, досягши швидкості 515 км/год. Цей рекорд протримався протягом 17 років, поки в 2007 році електропоїзд серії TGV POS не покращив його на 59 км/год.

## Експлуатація
Ці електропоїзди обслуговують, в основному, західні високошвидкісні напрямки від вокзалу Монпарнас, в тому числі й деякі ділянки лінії LGV Atlantique. Поїзди TGV-A достатньо довгий час обслуговують лінію «TGV Vendée», яка була електрифікована лише в грудні 2004 року, а до цього електропоїзди на цій лінії експлуатувались на тепловій тязі за допомогою тепловозів СС 72000.

## Рекорд швидкості 1990 року
26 лютого 1981 року електропоїзд TGV Sud-Est в експериментальному заїзді на магістралі LGV Sud-Est встановив рекорд швидкості для колійних потягів, що становив 380,4 км/год.. Рекорд протримався 7 років, поки 1 травня 1988 року його не побив німецький електропоїзд ICE-V, який розігнався до 406,9 км/год.
У відповідь на це, у Франції в листопаді того ж року була розпочата широка програма по випробуванню нового, на той момент електропоїзда TGV-A. Метою було досягнення поїздом швидкості 420 км/год (117 м/с), а сама програма отримала умовне позначення «Projet TGV 117» (в подальшому її назва змінилась на «Projet TGV 140»). Для експериментальних поїздок був обраний серійний електропоїзд TGV-A 325, який піддали невеликим допрацюванням, а число проміжних вагонів скоротили до 4. Для заїздів була обрана 280-кілометрова ділянка шляху щойно побудованої, але ще не запущеної в експлуатацію високошвидкісної магістралі LGV Atlantique, на якій ще в ході будівництва була встановлена спеціальна контактна мережа. 3 грудня 1989 року електропоїзд досяг швидкості 482,4 км/год, тим самим встановивши новий світовий рекорд. Протягом декількох подальших місяців електропоїзд піддавався подальшому вдосконаленню, в тому числі і скороченню проміжних вагонів до трьох. 9 травня 1990 року електропоїзд перевищив позначку 500 км/год, досягши швидкості 510,6 км/год, а 18 травня чергова експериментальна поїздка завершилась встановленням нового світового рекорду для колійних потягів, який протримався протягом більш ніж півтора десятка років — на спідометрі поїзда з'явились цифри 515,3 км/год
На початок 2009 року електропоїзд TGV-A 325 у повній складності (10 проміжних вагонів) працює на рівні з іншими електропоїздами серії. Про рекорд, який він встановив, нагадує емблема на носовій частині і меморіальні дошки на моторних вагонах.